# Stevan Sretenović
Stevan Sretenović (serbisch-kyrillisch Стеван Сретеновић; * 25. September 1995 in Aranđelovac, BR Jugoslawien) ist ein serbischer Handballspieler.

## Karriere

### Verein
Der 2,01 m große linke Rückraumspieler spielte in Serbien ab 2013 für den RK Partizan Belgrad. Zur Saison 2016/17 wechselte er zum französischen Erstligisten USAM Nîmes Gard, kehrte aber bereits nach einer Spielzeit in seine Heimat zurück. Dort lief er zwei Jahre lang für den RK Železničar 1949 auf. Mit dem RK Vojvodina wurde er 2020 serbischer Pokalsieger. Nach einer Saison beim rumänischen Verein CSM Bacău unterschrieb er im Sommer 2021 beim belarussischen Erstligisten Brest GK Meschkow, mit dem er 2022 die belarussische Meisterschaft gewann. Seit 2022 steht er beim ungarischen Erstligisten Balatonfüredi KSE unter Vertrag.

### Nationalmannschaft
Mit der serbischen A-Nationalmannschaft belegte Stevan Sretenović den 20. Platz bei der Europameisterschaft 2020 und den 14. Platz bei der Europameisterschaft 2022. Bisher bestritt er mindestens 29 Länderspiele, in denen er 61 Tore erzielte.